# Кесарий (Пэунеску)
Епи́скоп Кеса́рий (рум. Episcopul Chesarie, в миру Чезар Пэунеску, рум. Cezar Păunescu; 17 января 1888, Амэрештий-де-Сус, Долж — 30 октября 1975, Галац) — епископ Румынской православной церкви, епископ Томисский и Нижнедунайский.

## Биография
Родился 17 января 1888 года (на праздник святого Антония Великого) в селе Амэрештий-де-Сус в жудеце Романаци (ныне Долж). Учился в начальной школе в своем родном селе под руководством своего отца Томы Пэунеску. Некоторое время школа действовала прямо в его доме
Сначала он получил богословское образование в духовной семинарии святого Николая в Рымнику-Вылча, затем в Центральной семинарии в Бухаресте, которую окончил в 1907 году. В 1907—1911 учился на богословском факультете в Бухаресте.
В 1911—1912 годы был преподавателем в Центральной семинарии в Бухаресте. В 1912—1913 годы был секретарём духовной семинарии в Рымнику-Вылче.
В 1914 году в Монастыре Добровэц рядом с Яссами был пострижен в монашество с наречением имени Кесарий. 1 июня 1914 года кафедральном соборе в Хуши был рукоположен в сан иеродиакона, а 1 июня 1915 года — в сан иеромонаха. В 1916 году он становится протосинкеллом, а в 1917 году был возведён в сан архимандрита. На тот момент ему было всего 29 лет.
Затем он служил директора канцелярии Хушской епархии (1919—1923), затем викарием (в сане архимандрита) той же епархии (1923—1929).
В то же время он работает законоучителем и преподавателем латыни в лицее им. Штефана Великого и лицее девочек им. Марии Олти, оба в Яссах.
В 1929 году он призван Патриархом Мироном в Бухарест, где он служил священником в Бухарестской архиепископии (1929—1930). Преподавал в обычной школе для девочек им. госпожи Елены в Бухаресте на основании экзамена, сданного в феврале 1930 года.
В марте 1929 года ему было поручено руководство монашеской семинарией монастыря Черника, где он проработал до упразднения школы в сентябре 1941 года. Он также был настоятелем этого монастыря. 29 июня 1935 года в Монастыре Черника был возведён в митрофорного архимандрита. В декабре 1941 года он был откомандирован в качестве профессора в Центральную семинарию в Бухаресте, и 11 февраля 1942 года ему было поручено руководство семинарией.
10 января 1944 года избран епископом Томисским с кафедрой в городе Констанца. 23 января того же года состоялась его хиротония, а 21 мая 1944 года состоялась его интронизация.
После слияния, по требованию коммунистического режима, Нижнедунайской и Томисской епархий, 26 февраля 1950 года избран епископом Томисским и Нижнедунайским с резиденцией в Галац. 26 марта 1950 года в Галаце состоялась его интронизация, которую возглавил митрополит Молдовский Севастиан (Русан). 15 марта 1973 года он был уволен на покой.
Скончался 30 октября 1975 года в Галацах и был захоронен возле епископского собора. 4 июня 1994 года по инициативе архиепископа Кассиана (Крэчуна) его останки были перенесены в склеп иерархов в архиепископском соборе Нижнейской епархии.